# Valenův most
Silniční most (též Valenův) je kamenný tříobloukový klasicistní most, který se nachází v centru obce Herálec v okrese Žďár nad Sázavou, klene se přes řeku Svratku a spojuje českou a moravskou část obce. Od 3. května 1958 je objekt kulturní památkou.

## Historie a popis
Roku 1856 byl v Herálci vystavěn tříobloukový z kvádrů a lomového kamenu, jenž nahradil dosavadní most dřevěný. Jednotlivé oblouky jsou neseny segmentovanými pískovcovými pilíři. Uvnitř mostu se nacházejí čtyři ochranné patníky. Dříve se jednalo o most hraniční, jenž spojoval českou a moravskou část Herálce, a proto před mostem stojí hraniční kámen. Obě obecní části byly oficiálně spojeny roku 1952. V roce 2023 došlo k jeho rekonstrukci.